# Geotrygon mystacea
Geotrygon mystacea là một loài chim trong họ Columbidae.